# Nom a títol pòstum
Un nom a títol pòstum o nom pòstum és un nom honorífic donat a la reialesa, els nobles, i de vegades a altres, a l'Àsia oriental després de la mort de la persona, i es fa servir gairebé exclusivament en lloc d'un nom personal o altres títols oficials durant la seva vida. El nom a títol pòstum es fa servir comunament com a nomenament de reialesa a la Xina, Corea, el Vietnam i el Japó.